# Геннеп
Генне́п (нід. Gennep, лімб. Gennep) — громада та місто на південному сході Нідерландів, у північній частині провінції Лімбург. Центр громади — Геннеп.
Населені пункти, розміщені на території громади: Aaldonk, Dam, De Looi, Diekendaal, Heijen, Hekkens, Milsbeek, Ottersum, Smele, Ven-Zelderheide та Zelder.

## Посилання

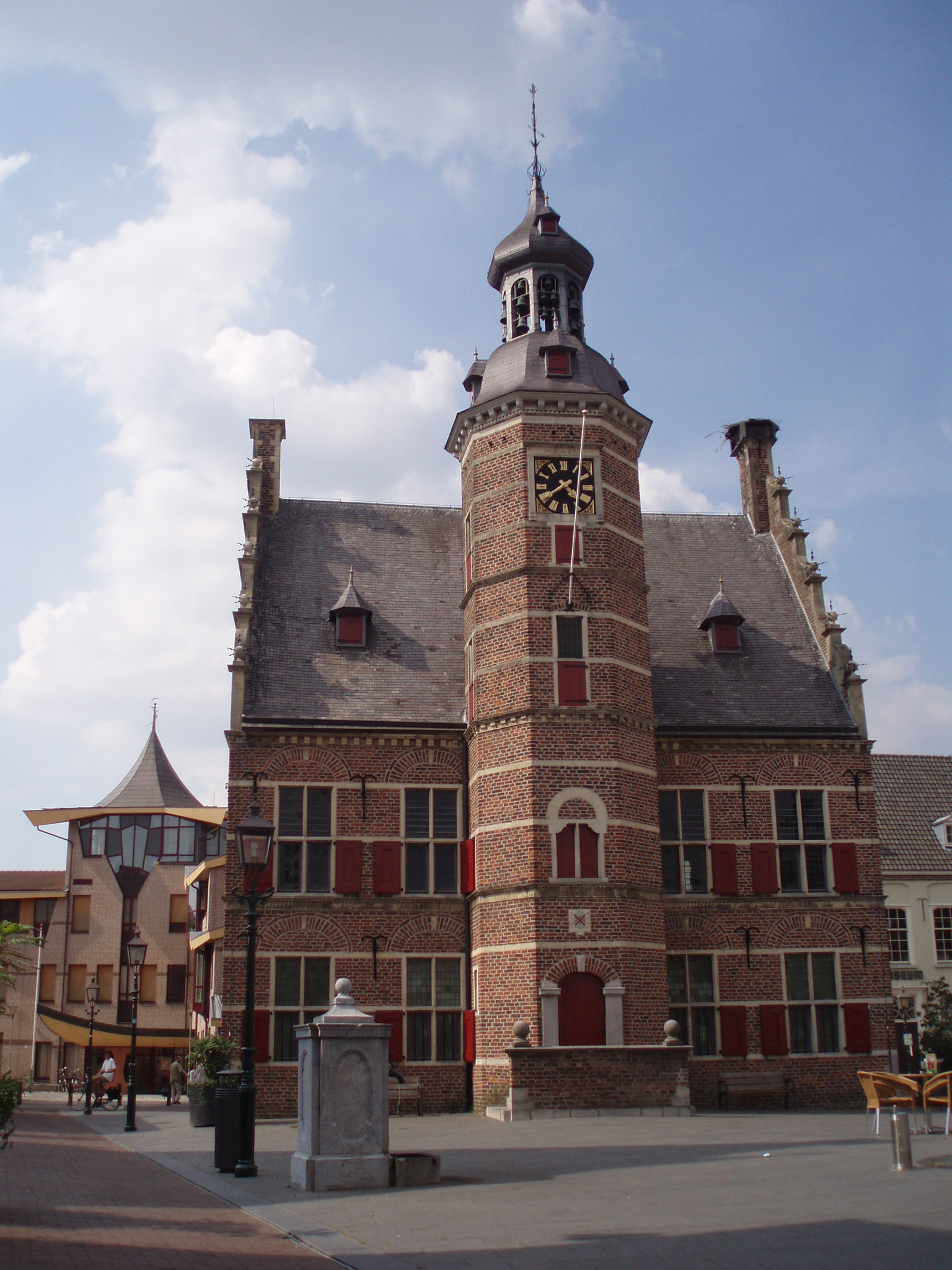
У місті Геннеп